# Автомагістраль Пекін - Датун
Швидкісна дорога Пекін - Датун (кит. спр. 京大高速公路, піньїнь: Jīngdà Gāosùgōnglù) -  швидкісна автодорога, що з'єднує Пекін з Датуном (провінція Шаньсі).

## Опис
Довжина - 332 км. Дорога повністю здана в експлуатацію 16 листопада 2002.
Формується з трьох ділянок. На виході з Пекіна це -  швидкісна дорога «Бадалін». Після Канчжуана в повіті Яньцин це -  швидкісна дорога Пекін - Чжанцзякоу. Остання ділянка - це  швидкісна дорога Сюаньхуа - Датун.
Через зростання перевезень вугілля рух по дорозі стає все інтенсивнішим.